# Berlandiera pumila
Berlandiera pumila là một loài thực vật có hoa trong họ Cúc. Loài này được (Michx.) Nutt. mô tả khoa học đầu tiên năm 1840.